# Fort Green
Fort Green es un lugar designado por el censo (en inglés, census-designated place, CDP) ubicado en el condado de Hardee, Florida, Estados Unidos. Según el censo de 2020, tiene una población de 78 habitantes.

## Geografía
La localidad está ubicada en las coordenadas 27°37′32″N 81°56′23″O / 27.62556, -81.93972. Según la Oficina del Censo de los Estados Unidos, Fort Green tiene una superficie total de 10.47 km², correspondientes en su totalidad a tierra firme.

## Demografía
Según el censo de 2020, hay 78 personas residiendo en Fort Green. La densidad de población es de 7.45 hab./km². El 76.92% son blancos, el 2.56% eran amerindios, el 2.56% son asiáticos, el 7.69% son de otras razas y el 10.26% son de una mezcla de razas. Del total de la población, el 21.79% son hispanos o latinos de cualquier raza.